# Wilhelm Friedrich Philipp von Württemberg
Wilhelm Friedrich Philipp Herzog von Württemberg (* 27. Dezember 1761 in Stettin; † 10. August 1830 im Schloss von Stetten im Remstal) war ein württembergischer Prinz sowie Kriegsminister.

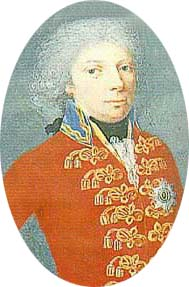
Wilhelm Friedrich von Wuerttemberg

## Leben
Prinz Wilhelm war der vierte Sohn des Herzogs Friedrich II. Eugen von Württemberg und dessen Gemahlin Friederike Dorothea Sophia von Brandenburg-Schwedt, ältester Tochter des Markgrafen Friedrich Wilhelm von Brandenburg-Schwedt und der Sophie Dorothea Marie von Preußen, einer Nichte des preußischen Königs Friedrich II.
Prinz Wilhelm trat 1779 in die dänische Armee ein und erlangte rasch den Dienstgrad Oberst. Bereits 1781 kommandierte er ein eigenes Regiment, wurde 1783 zum Generalmajor befördert und übernahm 1785 die dänische Leibgarde zu Fuß. 1795 erfolgte seine Erhebung in den Rang eines Generalleutnants. Im Jahre 1801 trat er in die Position des Gouverneurs der Residenzstadt und Seefestung Kopenhagen und sah sich in diesem Amt im selben Jahr mit dem Angriff der britischen Flotte konfrontiert. 1806 nahm er mit einer Dotation von 10.000 Reichstalern seinen Abschied aus der dänischen Armee. 
Sein Bruder, der neue König von Württemberg, machte ihn in Stuttgart zum Feldmarschall und württembergischen Kriegsminister. Von 1810 bis 1821 bewohnte Herzog Wilhelm zeitweilig sein Rittergut in Hirrlingen bei Rottenburg, häufiger jedoch das Schloss Stetten im Remstal. Schon am 29. Juni 1811 übernahm Freiherr Friedrich von Phull als Vizepräsident des Kriegsdepartements de facto die Funktionen des Kriegsministers, wenngleich Herzog Wilhelm de jure noch  bis 1815 im Amt blieb. Nach dem Ende seiner Dienstzeit vertiefte sich Herzog Wilhelm in naturwissenschaftliche Forschungen und praktizierte erfolgreich als Arzt. 1817 verlieh ihm die Universität Tübingen einen Ehrendoktortitel  der Medizin. Als Mitglied des königlichen Hauses besaß Herzog Wilhelm seit 1819 bis zu seinem Tode 1830 ein Mandat in der württembergischen Kammer der Standesherren.

## Ehe und Nachkommen

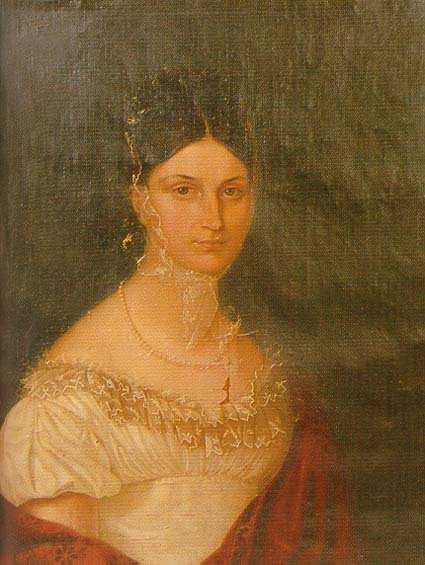
Wilhelms Ehefrau Wilhelmine von Tunderfeld-Rhodis

Am 23. August 1800 heiratete Prinz Wilhelm in Coswig eine Hofdame seiner Mutter: Wilhelmine Freiin von Tunderfeld-Rhodis (* 1777; † 1822), die Tochter von Baron Karl August Wilhelm von Tunderfeld-Rhodis. Dieser war der Spross einer aus Schweden und ursprünglich aus dem Baltikum stammenden Soldatenfamilie. Da es sich hierbei um eine gemäß den Gesetzen des Hauses Württemberg unebenbürtige Ehe handelte, erklärte Prinz Wilhelm bereits am 1. August 1801 für seine Nachkommen den Verzicht auf die Thronfolge. 
Aus der Ehe Wilhelms mit Wilhelmine gingen sechs Kinder hervor, von denen aber nur drei das Erwachsenenalter erreichten:
- Graf Alexander von Württemberg (* 1801; † 1844), Dichter
 ⚭ Helene Gräfin Festetics (* 1812; † 1886), Tochter von Ladislas Graf Festetics von Tolna
- August (* 1805; † 1808)
- Herzog Wilhelm von Urach, Graf von Württemberg (* 1810; † 1869)

1. ⚭  Théodelinde de Beauharnais (* 1814; † 1857)
2. ⚭  Florestine von Monaco (* 1833; † 1897)
- Friedrich August (* 1811; † 1812)
- Franz (* 1814; † 1824)
- Gräfin Marie von Württemberg (* 1815; † 1866) ⚭ Graf Wilhelm von Taubenheim (* 1805; † 1894)

## Ehrungen
- Großkreuz des Ordens der Württembergischen Krone[1]
- Großkreuz an gelbem Bande des Militär-Verdienstordens[1]
- 1803 Ritterkreuz des Dänischen Elefanten-Ordens[1]
- Großkreuz der französischen Ehrenlegion[1]